# Playmate of the Year (singolo)
Playmate of the Year è una canzone del gruppo californiano Zebrahead; è il primo singolo estratto dall'album omonimo.

## Video musicale
Il videoclip del singolo è stato girato nella Playboy Mansion e ne esistono due versioni: una censurata in cui le Playmate compaiono vestite ed un'altra in cui mostrano il seno nudo. Nel video compare anche Hugh Hefner, mentre la Playmate dell'anno è Jodi Ann Paterson.